# Api assassine
Api assassine (Killer Bees) è un film per la televisione del 2002, diretto da Penelope Buitenhuis.

## Trama
Una comunità contadina della provincia americana ogni anno libera un certo numero di api allo scopo di impollinare le coltivazioni. Questa volta, però, lo sciame si trasforma improvvisamente (e altrettanto misteriosamente), assumendo una volontà collettiva che lo spinge a uccidere senza pietà gli abitanti della zona. Cerca di opporsi alla loro inarrestabile avanzata un intraprendente sceriffo, Lyndon Harris, che guarda caso soffre da tempo di apifobia...